# Abdul-Qādir Bēdil
Mawlānā Abul-Ma'āni Mirzā Abdul-Qādir Bēdil, noto anche come Bidel Dehlavi (in persiano مولانا ابوالمعانی عبدالقادر بیدل‎; Patna, 1644 – Delhi, 1720), è stato un poeta persiano, nato in India da una famiglia tagica di origini centroasiatiche. Viene considerato il massimo poeta di lingua persiana, in grado di aver influenzato sia il manierismo delle zone culturali iraniche sia l'evoluzione delle liriche indo-musulmane.

## Biografia
La città dove secondo la maggior parte delle fonti, nacque Bēdil si chiamava ai suoi tempi Azimabad, mentre oggi è nota come Patna, e si trova nella regione indiana del Bengala. Secondo altre fonti sarebbe invece nato a Khwaja Rawash, nei pressi di Kabul in Afghanistan.
Trascorse tutta la sua vita nel subcontinente indiano, come testimoniato dai ricordi autobiografici denominati Cahar 'Unsur ("I quattro elementi") composti nel 1684, inerenti sia gli avvenimenti biografici dell'autore sia le esperienze interiori dello stesso.
Venne educato dallo zio Mirza Qalandar, in quanto rimase orfano di padre sin dalla tenera età. Lo zio preferì seguire i suoi sistemi didattici ed educativi, tendenti ad una istruzione indipendente e ad una formazione intellettuale libera piuttosto che affidarsi alle tradizionali istituzioni religiose.
Questo tipo di educazione e istruzione non impedì a Bēdil di conoscere i vari dettami religiosi e nemmeno di seguirli, dato che venne iniziato al sufismo dal Maulana Saih Kamal e dopo l'incontro avvenuto con il santo Saih ABu'l-Qasim Tirminzi nella località di Orisa, approfondì ulteriormente le sue esperienze religiose ed abbandonò, sotto consiglio del santo, gli studi in legge che stava portando avanti con l'altro zio Mirza Zarif. Il percorso spirituale di Bēdil si caratterizzò per una marcata personalizzazione, evidenziata dai cinque anni di ritiro meditativo e mistico trascorsi a Delhi, dal 1665 al 1670, simboleggiati dagli incontri con il misterioso maestro Sah-i Kabuli.
Rientrato nel mondo quotidiano e materiale, si sposò e per tre anni si mise al servizio del principe A'zam Sah, figlio dell'imperatore Mogul Aurangzeb, dopodiché preferì condurre una vita girovaga riempita da impegni letterari, spirituali e sociali fino a stabilizzarsi nell'ultimo periodo a Delhi.

## Le opere
La produzione voluminosa di Bēdil comprese numerose opere poetiche e di prosa suddivise in tre masnavi di contenuto filosofico, in un Sur-i ma'rifat  ("Il SInai della conoscenza") di carattere scientifico, in un mastodontico Divan costituito da insegnamenti, riflessioni filosofiche e spirituali, in raccolte di liriche di altri autori, in lettere in prosa raffinata, in commentari dei propri scritti denominati Nukat, per un complessivo di sedici libri contenenti approssimativamente centoquarantasettemila versi.

Tra i suoi libri si annoverano: Telesm-e Hairat (طلسم حيرت), Toor e Ma'refat (طور معرفت), Chahār Unsur (چهار عنصر) and Ruqa'āt (رقعات).
Bēdil venne considerato uno dei più prestigiosi rappresentanti del cosiddetto "stile indiano", di cui l'autore si fece portavoce della corrente naturalistico-filosofica, progressista e maggiormente disponibile alla tolleranza e alla libertà di pensiero, vista l'attenzione riservata anche agli aspetti reali della vita quotidiana. Dal punto di vista letterario questo movimento produsse una forma linguistica duplice, da un lato universaleggiante, parzialmente scientifica e realistica, tendente ad una ricerca della spiegazione dettagliata dei fenomeni che non precluse un utilizzo di un'ampia forbice lessicale e retorica e dall'altro metafisica in grado di esplorare idee astratte combinate agli aspetti concreti e quotidiani.
La popolarità di Bēdil nel corso del tempo è variata a seconda della congiuntura storica, politica, religiosa e anche se la sua scuola poetica viene criticata per la complessità ed i significati impliciti, in alcuni paesi come l'Afghanistan, il Tagikistan, il Pakistan e l'India viene accolto favorevolmente. In Afghanistan è presente una scuola di studiosi di poesia che si dedica unicamente alle liriche di Bēdil. I suoi versi sono stati musicati in alcuni paesi dell'Asia centrale.